# Bernhard Martin (Künstler)

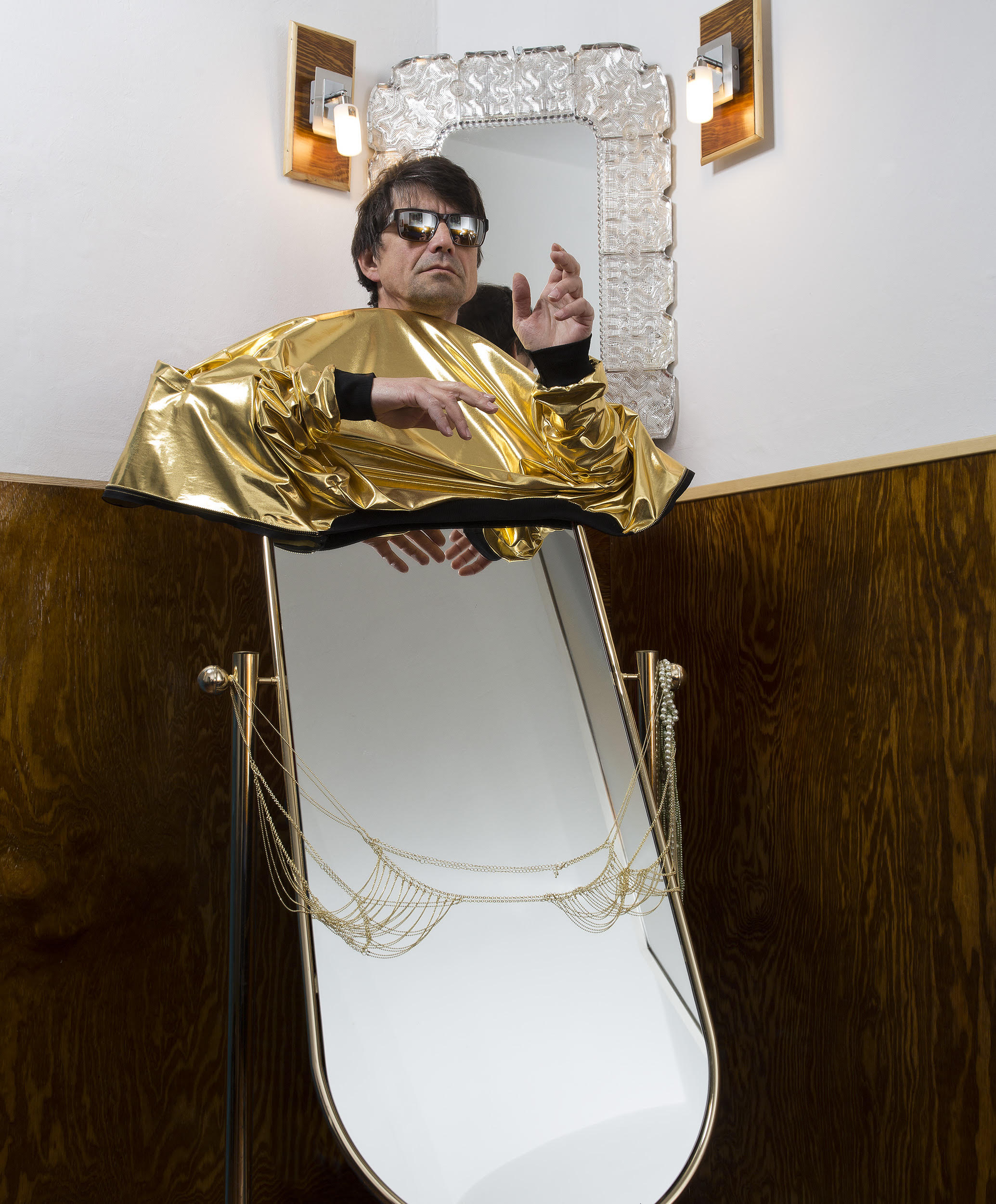
Bernhard Martin porträtiert von Oliver Mark, Berlin 2017

Bernhard Martin (* 1966 in Hannover) ist ein deutscher zeitgenössischer Maler und Installationskünstler.

## Leben und Werk
Martin studierte 1983 bis 1989 an der Hochschule für Bildende Künste in Kassel und absolvierte sein Diplom bei Harry Kramer. Die wichtigsten Einflüsse waren für ihn die documenta als auch die herausragende Sammlung Alter Meister in Schloss Wilhelmshöhe.
Martin war Gastprofessor (visiting professor) an der Akademie der Bildenden Künste Nürnberg sowie in der Villa Arson, Nizza, und an der Haute École d'art et de design Genève.
Nach Aufenthalten in Barcelona, Salzburg, Frankfurt, Genf, Nizza und London lebt Bernhard Martin seit 2013 in Berlin.
Das malerische Werk Martins verbindet alle verfügbaren Malstile und Techniken von altmeisterlicher Malweise bis zum digitalen Print. Er bedient sich unterschiedlichster Gedankenwelten, massenmedialen Bildern und Phänomenen unserer Zeit. „Wie gesampelt wirken [...] die verschiedenen Ebenen in seinen Bildern. Mit einem Mix aus Stilen, Themen, High und Low, altmeisterlichem Duktus und Plakativität hat Martin wie nur wenige andere Künstler seiner Generation das Image der jungen Malerei geprägt [...]“ Ein wesentliches Element und Thema seiner Arbeit sind innere Welten jenseits vereinbarter Normen, wenn Dinge aus dem Gleichgewicht geraten und in eine skurrile, hierarchiefreie Autonomie finden.
Arbeiten des Künstlers befinden sich unter anderem in der Sammlung des Museum of Modern Art (MoMA), New York, oder der Sammlung Deutsche Bank.

## Auszeichnungen/Förderungen
- 1990–91 Stipendium des DAAD in Barcelona
- 1993 Stipendium des Künstlerhauses Bethanien in Berlin
- 1996 Stipendium der Foundation Leube Salzburg, Österreich
- 1998 Stipendium der Hessischen Kulturstiftung
- 2003 Stipendium Villa Arson in Nizza, Frankreich
- 2008 Kunstpreis Junge Stadt sieht junge Kunst der Stadt Wolfsburg
- 2015 Fred-Thieler-Preis, Berlin

## Ausstellungen
- 1995 Ein Bad in der Menge, Galerie Siegfried Sander, Kassel
- 2008 Gott und ich wir wissen’s schon, Galerie Thaddaeus Ropac, Salzburg, Österreich[6]
- 2008 Thema verfehlt, Städtische Galerie Wolfsburg, Kunsthalle Lingen
- 2009 Dogma freier Raum, Galerie Thomas Schulte, Berlin
- 2011 Eissalon Bernhard Martin, Kunstraum Deutsche Bank, Salzburg, Österreich[7]
- 2011 Bernhard Martin / Bell Cazzo – Vita Figa (Part One), Union Gallery, London, England[8]
- 2012 Bernhard Martin / Bell Cazzo – Vita Figa (Part Two), Union Gallery, London, England
- 2015 Bernhard Martin / Fred-Thieler-Preis 2015, Berlinische Galerie, Berlin[9]
- 2020 Bernhard Martin / IMAGE BALLETT, Haus am Waldsee, Berlin